# 1742
1742 (MDCCXLII) byl rok, který dle gregoriánského kalendáře započal pondělím.

## Události
- leden – Karel VII. Bavorský se nechal korunovat císařem Svaté říše římské
- 16. února – Spencer Compton se stává prvním ministerským předsedou Velké Británie
- 17. května – Fridrich II. Veliký poráží rakouská vojska v bitvě u Chotusic
- 11. června – Vratislavský mír (též Berlínský) – pruský král Fridrich II. Veliký získal většinu Slezska
- 14. října – porážka Francouzů císařskými vojsky ve střetu u Kadaně
- 25. prosince – Kapitulací francouzského generála Cheverta skončilo obsazení a obležení Prahy francouzskou armádou.
- Prusové neúspěšně obléhají Brno

### Probíhající události
- 1739–1748 – Válka o Jenkinsovo ucho
- 1740–1748 – Války o rakouské dědictví
- 1741–1742 – Okupace Prahy Francouzi, Bavory a Sasy

## Vědy a umění
- Anders Celsius navrhl Celsiovu stupnici, která se v upravené podobě používá dodnes.
- v Edinburghu je založen první bruslařský klub

## Narození
Česko

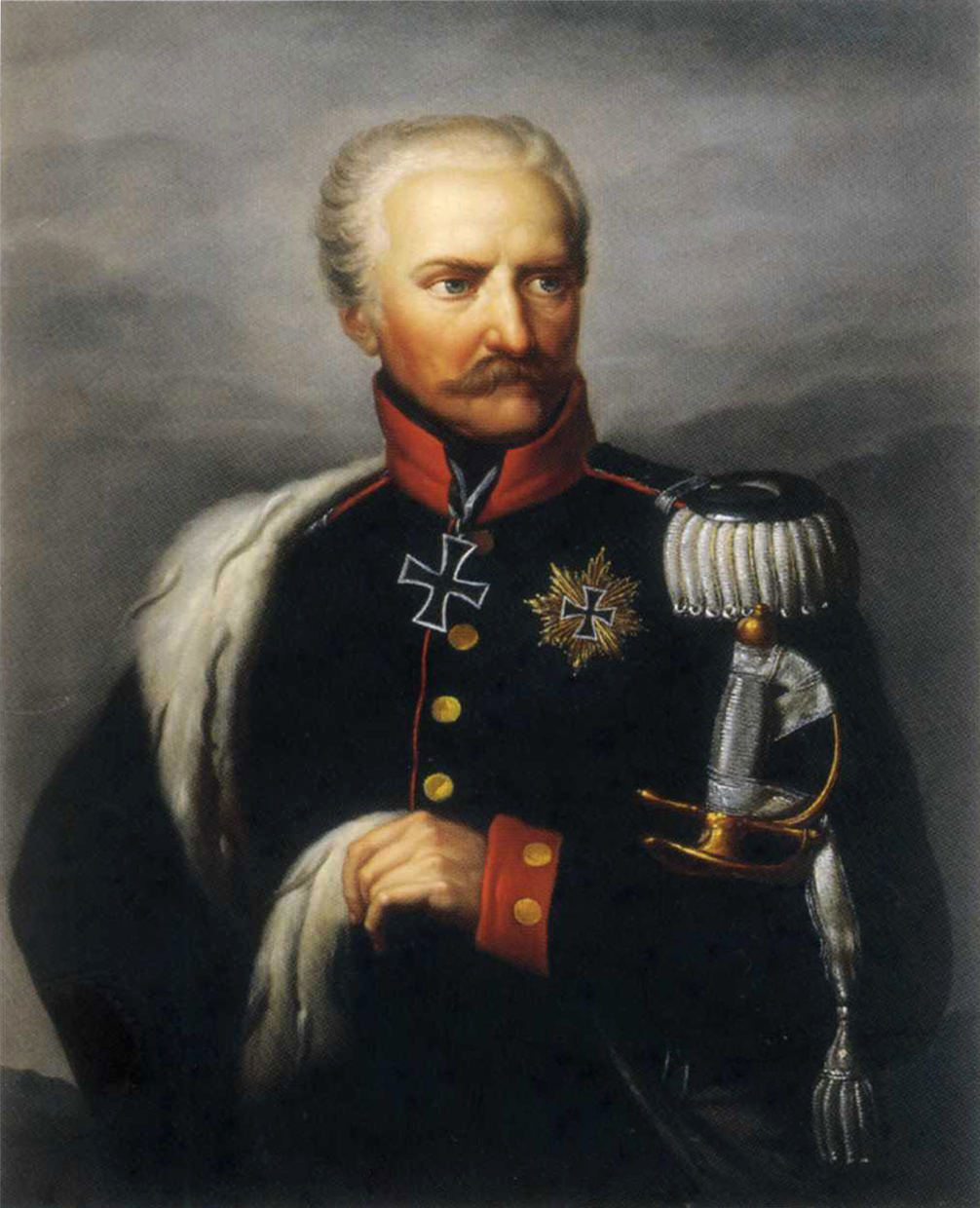
Gebhard Leberecht von Blücher (1742–1819)

- 8. května – Jan Křtitel Krumpholtz, harfeník a hudební skladatel († 19. února 1790)
- 11. prosince – František Josef Schwoy, historiograf, topograf a genealog († 10. října 1806)

Svět
- 17. února – Dositej Obradović, srbský osvícenec a spisovatel († 28. března 1811)
- 6. května – Jean Senebier, švýcarský pastor a přírodovědec († 22. července 1809)
- 13. května – Marie Kristina Habsbursko-Lotrinská, rakouská arcivévodkyně, dcera Marie Terezie († 24. června 1798)
- 2. června – Eugen Johann Christoph Esper, německý entomolog, botanik a patolog († 27. července 1810)
- 1. července – Georg Christoph Lichtenberg, německý satirik, fyzik, astronom a matematik († 24. února 1799)
- 17. července – William Hooper, americký právník († 14. října 1790)
- 14. srpna – Pius VII., papež († 20. srpna 1823)
- 19. srpna – Jean Dauberval, francouzský tanečník a choreograf († 14. února 1806)
- 30. října – Albertine-Elisabeth Pater, holandská špionka a krátce milenka Ludvíka XV. († 24. prosince 1805)
- 4. listopadu – Jakob Friedrich Ehrhart, německý lékárník a botanik († 26. června 1795)
- 6. prosince – Nicolas Leblanc, francouzský lékař a chemik († 16. ledna 1806)
- 9. prosince – Carl Wilhelm Scheele, švédský chemik německého původu, objevitel mnoha chemických látek († 1786)
- 16. prosince – Gebhard Leberecht von Blücher, pruský maršál a jeden z vítězů nad Napoleonem († 1819)
- 26. prosince – Ignác Antonín Born, rakouský osvícenec, mineralog a geolog († 24. července 1791)
- 27. prosince – Maria Carolina Wolfová, německá klavíristka, zpěvačka a skladatelka, dcera Františka Bendy († 2. srpna 1820)
- ? – Juraj Joanik Bazilovič, řeckokatolický protoigumen, historik († 1821)
- ? – Jemeljan Pugačov, ruský kozák a velitel selského povstání († 21. ledna 1775)

## Úmrtí
Česko
- 25. února – Antonín Möser, český virtózní fagotista (* 20. února 1693)
- 28. června – Jan Josef Ignác Brentner, český hudební skladatel (* 3. listopadu 1689)
- 1. července – Bohuslav Matěj Černohorský, český hudební skladatel, kněz, varhaník, hudební pedagog období baroka (* 16. února 1684)
- 24. července – Octavio Broggio, český stavitel a architekt italského původu (* 2. ledna 1670)
- 9. srpna – Jan Liberda, český evangelický kazatel (* cca 1700)
- 11. srpna – Jiří František Pacák, český sochař období baroka (* cca 1670)
- 12. listopadu – Severin Tischler, český sochař (* 12. října 1705)
- 16. prosince – Leopold Tempes, český jezuitský kněz (* 4. listopadu 1675)
- ? – Jan Adam Dietz, český sochař (* 1671)

Svět
- 14. ledna – Edmund Halley,anglický astronom, geofyzik, matematik, meteorolog a fyzik (* 8. listopadu 1656)
- 15. ledna – Diana Beauclerk, vévodkyně ze St. Albans (* 1679)
- 2. dubna – James Douglas, skotský lékař a anatom (* 1675)
- 10. dubna – Amálie Vilemína Brunšvicko-Lüneburská, manželka císaře Josefa I., česká královna (* 21. dubna 1673)
- 13. dubna – Giovanni Veneziano, italský hudební skladatel a varhaník (* 11. března 1683)
- 16. dubna – Stefano Benedetto Pallavicini, italský básník a operní libretista (* 21. března 1672)
- 24. května – Pylyp Orlyk, ukrajinský hejtman (* 21. října 1672)
- 16. června – Luisa Alžběta Orleánská, španělská královna, manželka Ludvíka I. (* 11. prosince 1709)
- 29. června – Joseph Emanuel Fischer von Erlach, rakouský barokní architekt (* 13. září 1693)
- 12. července – Evaristo Dall’Abaco, italský houslista a hudební skladatel (* 12. července 1675)
- 17. srpna – Franz Anton Kuen, rakouský sochař (* 7. srpna 1679)
- 25. srpna – Carlos Seixas, portugalský hudební skladatel (* 11. června 1704)
- 30. října – Magdalena Vilemína Württemberská, bádenská markraběnka (* 7. listopadu 1677)
- 7. listopadu – Alois Tomáš Raimund hrabě z Harrachu, rakousko-český aristokrat, císařský politik, diplomat (* 7. března 1669)
- 30. prosince – Giacomo Antonio Corbellini, italský štukatér a mramorosochař (* 1674)
- 31. prosince – Karel III. Filip Falcký, falcký kurfiřt (* 4. listopadu 1661)
- ? – Antonín Braun, tyrolský barokní sochař a řezbář (* 1709)
- ? – Narciso Tomé, španělský architekt a sochař (* 1690)

## Hlavy států
- Francie – Ludvík XV. (1715–1774)
- Habsburská monarchie – Marie Terezie (1740–1780)
- Osmanská říše – Mahmud I. (1730–1754)
- Polsko – August III. (1734–1763)
- Portugalsko – Jan V. (1706–1750)
- Prusko – Fridrich II. (1740–1786)
- Rusko – Alžběta Petrovna (1741–1762)
- Španělsko – Filip V. (1724–1746)
- Švédsko – Frederik I. (1720–1751)
- Velká Británie – Jiří II. (1727–1760)
- Svatá říše římská – Karel VII. (1742–1745)
- Papež – Benedikt XIV. (1740–1758)
- Japonsko – Sakuramači (1735–1747)
- Perská říše – Nádir Šáh